# Fatiha Jermoumi
Fatiha Jermoumi (* 10. Januar 1984) ist eine marokkanische Fußballschiedsrichterassistentin.
Seit 2016 steht Jermoumi auf der Liste der FIFA-Schiedsrichter und leitet internationale Fußballpartien.
Jermoumi war unter anderem beim Afrika-Cup 2022 in Kamerun im Einsatz. Zudem war sie Schiedsrichterassistentin beim U-23-Afrika-Cup 2019 in Ägypten (drei Spiele), bei der U-17-Weltmeisterschaft 2022 in Indien (zwei Spiele) und bei der U-20-Afrikameisterschaft 2023 in Ägypten (zwei Spiele) sowie Videoschiedsrichterassistentin bei der U-20-Weltmeisterschaft 2022 in Costa Rica.
Am 14. Mai 2022 leitete Jermoumi als Assistentin von Bouchra Karboubi mit dem Finale des Marokkanischen Fußballpokals 2022 als Teil des ersten weiblichen Schiedsrichterinnen-Teams das Finale eines Männer-Wettbewerbs in Marokko und der Arabischen Welt.
Im Januar 2023 wurde Jermoumi für die Weltmeisterschaft 2023 in Australien und Neuseeland nominiert.